# Joan Plowright
Joan Ann Olivier Plowright, Baronesa Olivier DBE (Brigg, 28 de outubro de 1929 – 16 de janeiro de 2025), mais conhecida como Joan Plowright, foi uma atriz britânica, cuja carreira se estendeu por mais de sessenta anos. Ao longo deste tempo, Plowright ganhou dois Prêmios Globo de Ouro e um Tony Award e recebeu uma indicação ao Oscar e ao Emmy, além de duas indicações ao BAFTA Awards. Joan Plowright foi também uma das quatro atrizes a ganhar dois Globos de Ouro no mesmo ano. Foi casada com o ator Laurence Olivier.

## Morte
Plowright morreu em 16 de janeiro de 2025, aos 95 anos.

## Filmografia
| Ano  | Título                          | Personagem             | Notas                                                                                              |
| ---- | ------------------------------- | ---------------------- | -------------------------------------------------------------------------------------------------- |
| 1951 | Sara Crewe                      | Winnie                 | (4 episódios, 1951)                                                                                |
| 1954 | Sunday-Night Theatre            | Adriana                | (1 episódio, 1954)                                                                                 |
| 1955 | Moby Dick - Rehearsed           | jovem atriz            | |
| 1956 | Moby Dick                       | esposa de Starbuck     | |
| 1957 | Sword of Freedom                | Lisa Giocondo          | (1 episódio, 1957)                                                                                 |
| 1957 | Time Without Pity               | Agnes Cole             | |
| 1959 | The School for Scandal          | Lady Teazle            | (peça teatral)                                                                                     |
| 1960 | The Entertainer                 | Jean Rice              | (indicada) ao BAFTA de melhor atriz iniciante                                                      |
| 1963 | Uncle Vanya                     | Sonya                  | |
| 1969 | ITV Saturday Night Theatre      | Viola                  | (1 episódio, 1969)                                                                                 |
| 1970 | ITV Playhouse                   | Lisa                   | (1 episódio, 1970)                                                                                 |
| 1970 | Three Sisters                   | Masha                  | |
| 1973 | The Merchant of Venice          | Portia                 | (documentário)                                                                                     |
| 1977 | Equus                           | Dora Strang            | (indicada) ao BAFTA de melhor atriz coadjuvante                                                    |
| 1978 | Daphne Laureola                 | Lady Pitts             | (peça teatral)                                                                                     |
| 1978 | Saturday, Sunday, Monday        | Rosa                   | |
| 1980 | The Diary of Anne Frank         | Sr.ª Frank             | (filme para televisão)                                                                             |
| 1982 | Brimstone & Treacle             | Norma Bates            | |
| 1982 | All for Love                    | Edith                  | (1 episódio, 1982)                                                                                 |
| 1982 | Britannia Hospital              | Phyllis Grimshaw       | |
| 1983 | Wagner                          | Mrs. Taylor            | (1 episódio, 1983)                                                                                 |
| 1985 | Revolução                       | Sr.ª McConnahay        | |
| 1986 | The Importance of Being Earnest | Lady Bracknell         | (filme para televisão)                                                                             |
| 1987 | Theatre Night                   | Meg Bowles             | (1 episódio, 1987)                                                                                 |
| 1988 | Afogando em Números             | Cissie Colpitts        | |
| 1988 | The Dressmaker                  | Nellie                 | |
| 1989 | And a Nightingale Sang          | Mam                    | (peça teatral)                                                                                     |
| 1990 | Avalon                          | Eva Krichinsky         | |
| 1990 | Amar-te-ei até te matar         | Nadja                  | |
| 1990 | Sophie                          |                        | (filme para televisão)                                                                             |
| 1991 | The House of Bernarda Alba      | La Poncia              | |
| 1992 | Stalin                          | Olga                   | vencedora do Golden Globe (melhor atriz coadjuvante) indicada ao Emmy (melhor atriz coadjuvante)   |
| 1992 | Driving Miss Daisy              | Daisy Werthan          | (filme para televisão)                                                                             |
| 1992 | Enchanted April                 | Mrs. Fisher            | vencedora do Golden Globe (melhor atriz coadjuvante) indicada ao Oscar de Melhor Atriz Coadjuvante |
| 1993 | Dennis, O Pimentinha            | Mrs. Martha Wilson     | |
| 1993 | O Último Grande Herói           | professora             | |
| 1993 | Screen Two                      | Sr.ª Monro             | (1 episódio, 1993)                                                                                 |
| 1994 | The Return of the Native        | Sr.ª Yeobright         | (filme para televisão)                                                                             |
| 1994 | A Pin for the Butterfly         | avó                    | |
| 1994 | A Place for Annie               | Dorothy                | |
| 1994 | On Promised Land                | Sr.ª Appletree         | (filme para televisão)                                                                             |
| 1994 | Widows' Peak                    | Sr.ª Doyle-Counihan    | |
| 1995 | A Letra Escarlate               | Harriet Hibbons        | |
| 1995 | A Pyromaniac's Love Story       | Sr.ª Linzer            | |
| 1995 | Hotel Sorrento                  | Marge Morrisey         | |
| 1996 | 101 Dálmatas                    | Nana (Nanny)           | |
| 1996 | Os Amores de Picasso            | mãe de Françoise       | |
| 1996 | Mr. Wrong                       | Sr.ª Crawford          | |
| 1996 | Jane Eyre - Encontro com o Amor | Sr.ª Fairfax           | |
| 1997 | The Assistant                   | Sr.ª Ida Bober         | |
| 1998 | Encore! Encore!                 | Marie Pinoni           | (12 episódios, 1998–1999)                                                                          |
| 1998 | Aldrich Ames: Traitor Within    | Jeanne Vertefeuille    | (filme para televisão)                                                                             |
| 1998 | This Could Be the Last Time     | Rosemary               | (filme para televisão)                                                                             |
| 1998 | Dance with Me                   | Bea Johnson            | |
| 1999 | O Jardim da Meia-noite          | Sr.ª Bartholomeu       | |
| 1999 | Chá com Mussolini               | Mary Wallace           | |
| 2000 | Frankie & Hazel                 | Phoebe Harkness        | (filme para televisão)                                                                             |
| 2000 | Dinossauro                      | Baylene                | (voz)                                                                                              |
| 2001 | Bailey's Mistake                | tia Angie              | (filme para televisão)                                                                             |
| 2001 | Back to the Secret Garden       | Martha Sowerby         | |
| 2001 | Scrooge and Marley              | narradora              | (filme para televisão)                                                                             |
| 2002 | Global Heresy                   | Lady Foxley            | |
| 2002 | Callas Forever                  | Sarah Keller           | |
| 2003 | A Casa Caiu                     | Virginia Arness        | |
| 2003 | I am David                      | Sophie                 | venceu MONACO FILM FESTIVAL (melhor atriz)                                                         |
| 2004 | George and the Dragon           | madre superiora        | |
| 2005 | Mrs. Palfrey at the Claremont   | Sr.ª Palfrey           | |
| 2006 | Goose on the Loose              | Beatrice Fairfield     | |
| 2006 | George, O Curioso               | Sr.ª Plushbottom       | (voz)                                                                                              |
| 2008 | As Crônicas de Spiderwick       | tia Lucinda Spiderwick | |
| 2008 | Brontë                          |                        | |
| 2009 | Knife Edge                      | Marjorie               | |